# Gashapon
Gashapon (ガシャポン?) o Gachapon (ガチャポン)  è un tipo di gadget (solitamente un pupazzetto di plastica montabile in pochi pezzi ma anche altre tipologie di piccoli oggetti come ciondoli) di origine giapponese, raffigurante un personaggio di anime, manga o videogiochi. I gashapon si trovano in capsule di plastica, reperibili da distributori automatici, e hanno un costo variabile. Il termine "gashapon" è un'onomatopea composta da due suoni: "gasha" (o "gacha")  ovvero il suono causato dalla manovella del distributore automatico, e "pon" , il suono della capsula giocattolo nel momento in cui cade nel recipiente.

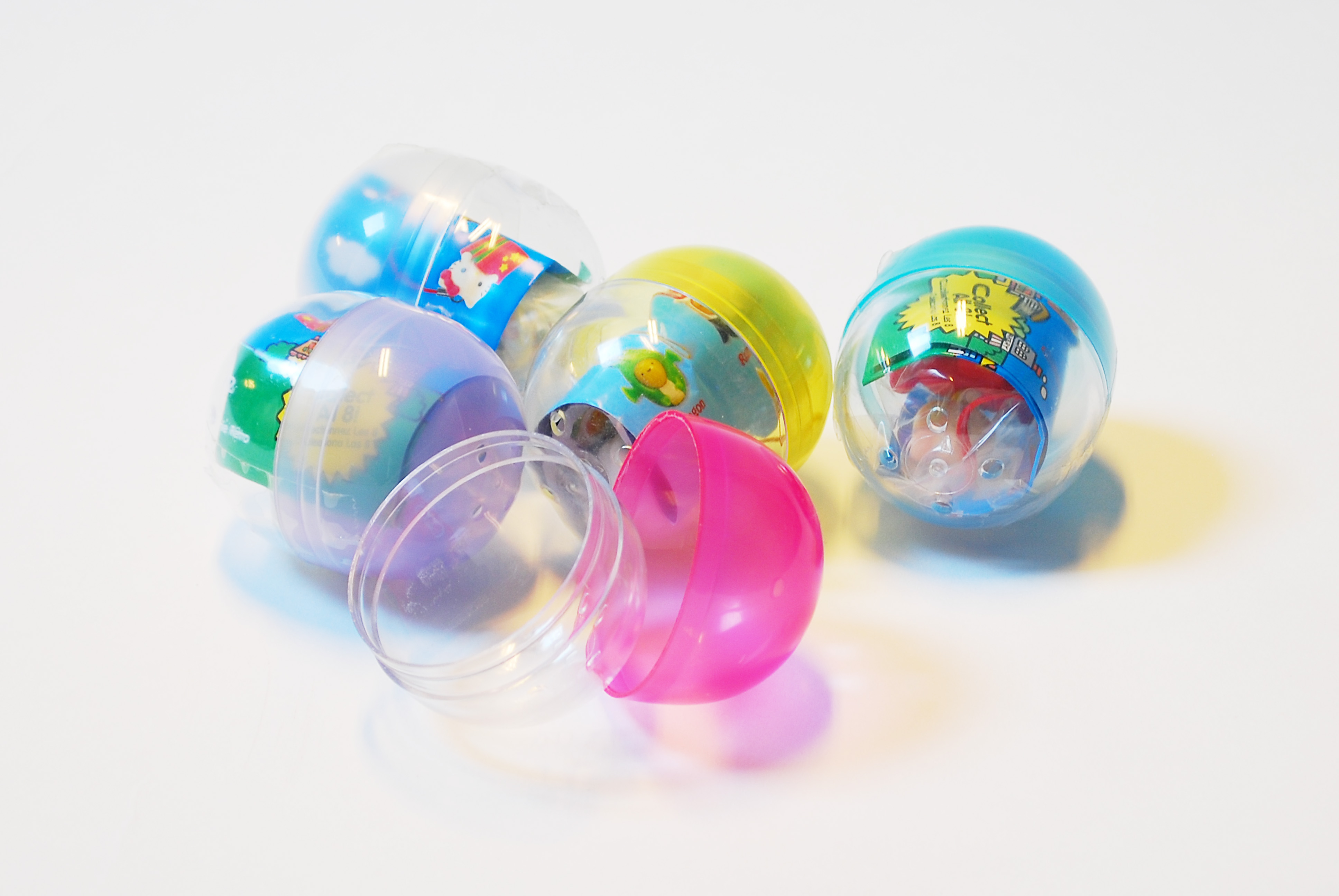
Gashapon

Il termine gashapon può indicare sia le macchine stesse che i giocattoli da esse ottenuti.